# Otocinclus vestitus
Otocinclus vestitus är en fiskart som beskrevs av Cope 1872 och som naturligt förekommer i Amazonfloden och nedre Paranádeltat. Otocinclus vestitus ingår i släktet Otocinclus och familjen Loricariidae. Inga underarter finns listade i Catalogue of Life.